# Augustin Johann Joseph Gruber
Augustin Johann Joseph Gruber (ur. 23 czerwca 1763 w Wiedniu, zm. 28 stycznia 1835 w Salzburgu) – austriacki duchowny rzymskokatolicki, w latach 1823-1835 arcybiskup metropolia Salzburga.

## Życiorys
Urodził się 23 czerwca 1763 jako syn kupca. Studiował w Wiedniu, gdzie wstąpił do zakonu Augustianów, który opuścił 2 lata później. Święcenia diakonatu i prezbiteriatu otrzymał w listopadzie 1788. W 1813 zdobył tytuł doktora. Mianowany biskupem Lublany w 1816, otrzymał sakrę 8 września 1816 z rąk arcybiskupa Wiednia Sigismunda Antona von Hohenwarta. 17 listopada 1823 został zatwierdzony jako arcybiskup Salzburga, ingres do katedry miał miejsce 25 marca 1824. Zmarł 28 stycznia 1835 i został pochowany w katedrze św. Ruperta w Salzburgu.